# جبل المنكث (ذي السفال)

تعديل مصدري - تعديل

جبل المنكث محلة تابعة لقرية المدبغة، التابعة لعزلة وادي ضباء بمديرية ذي السفال إحدى مديريات محافظة إب في الجمهورية اليمنية، بلغ تعداد سكانها 229 حسب تعداد اليمن لعام 2004.